# جک دوتویت
جک دوتویت (انگلیسی: Jack Duthoit; ۴ نوامبر ۱۹۱۸ – q4 2001) بازیکن فوتبال اهل بریتانیا بود.
از باشگاه‌هایی که در آن بازی کرده‌است می‌توان به باشگاه فوتبال یورک سیتی، باشگاه فوتبال لیدز یونایتد، و باشگاه فوتبال بوستون یونایتد اشاره کرد.